# Chaubardia
Genre
Chaubardia est un genre d'orchidées épiphytes sympodiales qui regroupe cinq espèces originaires des forêts humides tropicales du versant oriental des Andes, du Surinam au Pérou, jusqu'en Bolivie.

## Espèces
Espèce type: Chaubardia surinamensis Rchb.f. (1852)
- Chaubardia gehrtiana (Hoehne) Garay (1969)
- Chaubardia heloisae (Ruschi) Garay (1969)
- Chaubardia heteroclita (Poepp. & Endl.) Dodson & D.E. Benn. (1989)
- Chaubardia klugii (C.Schweinf.) Garay (1973)
- Chaubardia surinamensis Rchb.f. (1852)

## Synonymes
- Andinorchis Szlach., Mytnik & Górniak[1]
- Hoehneella Ruschi[2]